# 857年
| 千纪： | 1千纪                                                                                           |
| 世纪： | 8世纪 \| 9世纪 \| 10世纪                                                                        |
| 年代： | 820年代 \| 830年代 \| 840年代 \| 850年代 \| 860年代 \| 870年代 \| 880年代                       |
| 年份： | 852年 \| 853年 \| 854年 \| 855年 \| 856年 \| 857年 \| 858年 \| 859年 \| 860年 \| 861年 \| 862年 |
| 纪年： | 丁丑年（牛年）；唐大中十一年；南诏天启十八年；日本齊衡四年，天安元年；渤海国咸和二十七年        |

## 出生
- 崔致遠，字孤雲，後改字海雲，新罗金城（今韩国庆尚北道庆州市）沙梁部人，慶州崔氏的始祖，诗人。

## 逝世
- 郑朗，字有融，唐朝官员，唐宣宗年间拜相。
- 大彝震，是渤海国第十一代君主，在位期間830年至857年，大仁秀的孙子。